# Тур Ервіг
Тор Орвіг (швед. Tor Ørvig; 1916-1994) — шведський палеонтолог норвезького походження.

## Біографія
Народився у 1916 році у Бергені у сім'ї норвезького корабельного магната. Отримав ступінь магістра у 1942 році та доктора філософії у 1952 році. З 1954 по 1982 роки працював у Музеї природознавства в Стокгольмі. Починав свою кар'єру з посади куратора відділу палеозоології (1954), потім був куратором музею (1960), старшим куратором (1964), професором (1973). Спеціалізувався на дослідженні ранніх хребетних. Описав декілька нових викопних видів панцирних та пластинозябрових риб, рештки яких знайдені на Шпіцбергені. Був членом Шведської королівської академії наук.